# Сарла Бен
Сарла Бен (народжена Кетрін Мері Гейлман; 5 квітня 1901 – 8 липня 1982) - англійська громадська діячка групи Ганді, чия робота в регіоні Кумаон в Уттаракханді, Індія, допомогла розширити обізнаність про руйнування навколишнього середовища в гімалайських лісах штату. Вона відіграла ключову роль в еволюції Руху Чіпко і вплинула на ряд екологів Ганді в Індії, включаючи Чанді Прасада Бхатта, Бімала Бена і Сундерлала Багугуну. Разом з Мірабен вона відома як одна з двох англійських дочок Махатми Ганді. Робота двох жінок у Гарвалі та Кумаоні, відповідно, відіграла ключову роль у зосередженні уваги на проблемах деградації та збереження навколишнього середовища в незалежній Індії.

## Раннє життя
Сарла Бен народилася як Кетрін Мері Гейлман в районі Шепердс-Буш на заході Лондона в 1901 році в сім'ї батька німецько-швейцарського походження та матері-англійки. Під час Першої світової війни її батько був інтернований через своє походження, а сама Кетрін зазнала остракізму: їй було відмовлено у стипендії в школі; вона змушена була її покинути. Залишивши сім’ю та дім, деякий час вона працювала клеркинею, а в 1920-х роках вступила в контакт з індійськими студентами в Маннаді, які познайомили її з Ганді та боротьбою за свободу в Індії. Натхнена новими ідеями, в січні 1932 року вона виїхала з Англії до Індії, щоб більше ніколи не повертатися.

## Життя з Ганді
Деякий час Кетрін працювала в школі в Удайпурі, а потім перейшла до спільноти Ганді, з яким прожила вісім років у його ашрамі в Севаграмі в Варді. Тут вона була глибоко залучена в ідею Ганді про наї талім або базову освіту і працювала над розширенням прав і можливостей жінок і захистом навколишнього середовища в Севаграмі. Саме Ганді назвав її Сарла Бен. У Севаграмі її вразили спека та напади малярії, тому у 1940 році за згодою Ганді вона вирушила до більш помірних регіонів Каусані в районі Альмора Сполучених провінцій. Вона зробила нове місце своїм домом, створивши ашрам і працюючи над розширенням прав і можливостей жінок з пагорбів у Кумаоні.
Перебуваючи в Кумаоні, Сарла Бен продовжувала асоціювати себе зі справою руху за свободу Індії. У 1942 році у відповідь на рух «Вийти з Індії», започаткований Індійським національним конгресом під керівництвом Ганді, вона допомогла організувати та очолити рух в районі Кумаон. Вона багато подорожувала регіоном, звертаючись до сімей політичних в’язнів, і була ув’язнена за свої дії. Під час руху «Вийти з Індії» за порушення постанови про домашній арешт Сарла відбула два терміни у в’язницях Алмора та Лакхнау.

## Ашрам Лакшмі

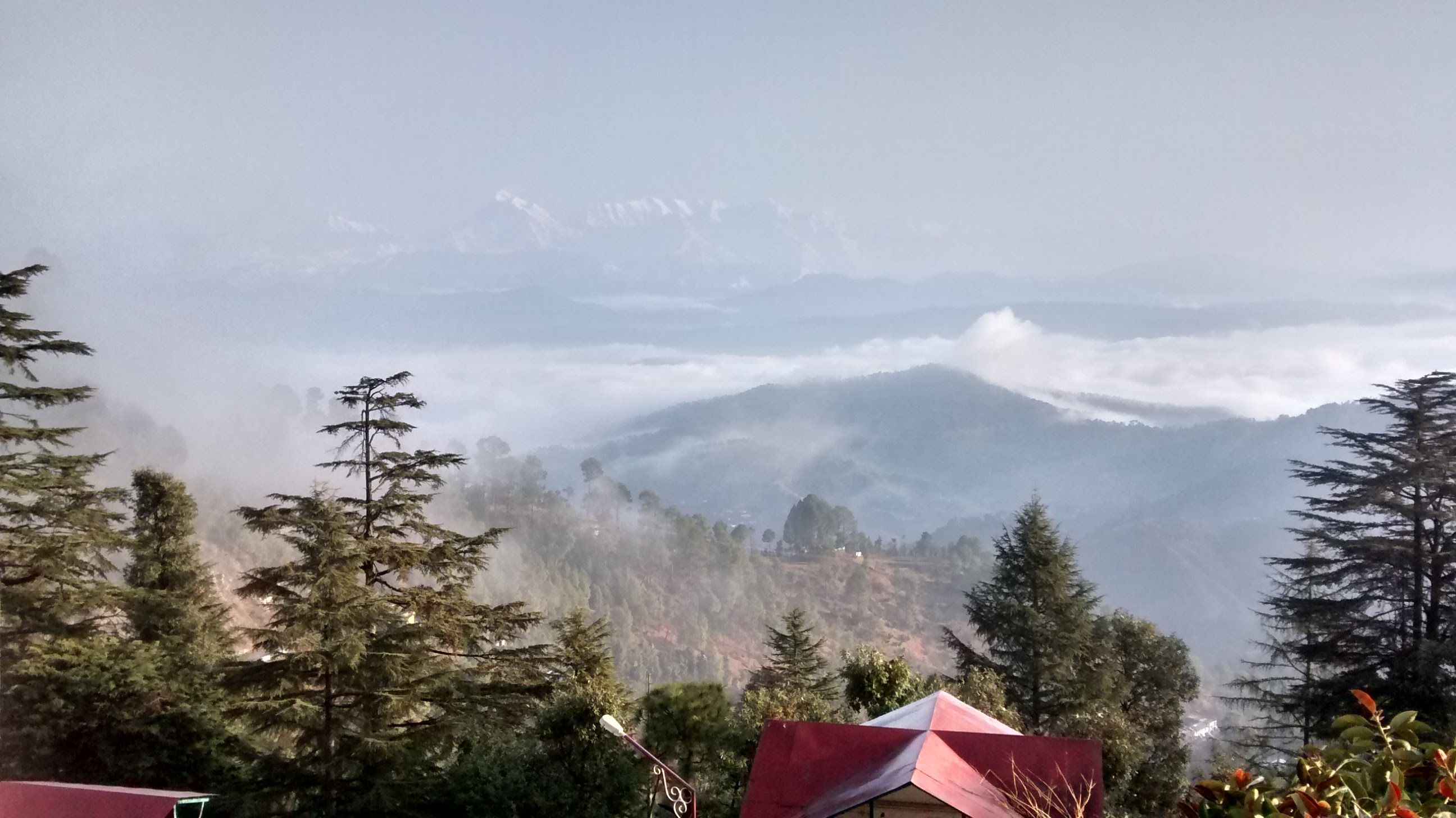
Вид на Гімалаї з ашраму Лакшмі

Під час своєї політичної активності в Кумаоні Сарла Бен була глибоко вражена рішучістю та винахідливістю жінок, які очолювали сім’ї заарештованих активістів за незалежність, але була стривожена їхньою відсутністю самоповаги, коли у відповідь на її заклик до зустрічей вони відповіли: «Бенджі, ми як тварини. Все, що ми знаємо, це робота, зустрічі та інші подібні соціальні заходи призначені лише для чоловіків». Щоб змусити їх зрозуміти, що вони не пасивні тварини, а скоріше «богині багатства», вона взялася за просвітницьку роботу.
Цього вона прагнула досягти через Kasturba Mahila Utthan Mandal, Лакшмі ашрам, Каусані, установу, яку вона заснувала у 1946 році з метою сприяння розширенню прав і можливостей жінок. Спільноту назвали ашрамом Лакшмі на честь дружини донора землі. Ашрам, який розпочався лише з трьома студентами, давав освіту дівчатам через ідею Ганді про най-талім з акцентом не лише на науковцях, а й на ручній праці та цілісному навчанні. З моменту свого заснування Ашрам випустив кількох відомих реформаторок і соціальних працівниць, включаючи Вімалу Багугуну, Садан Місру, Радху Бхатт і Басанті Деві.

## Активізм
Хоча Сарлу Бен найбільше пам’ятають своєю роллю екологічної активістки, яка допомогла сформувати та очолити рух Чіпко, вона також була пов’язана з рухами Ганді, очолюваними Ачарією Вінобою Бхаве та Джай Пракашем Нараяном. Після того, як вона передала кермо Ашраму Радзі Бхатт, наприкінці 1960-х років вона працювала з Бхаве над рухом Бхудан в Біхарі та Нараяном і сім'ями дакоїтів, які перебували в долині річки Чамбал на початку 1970-х.
Роль Сарли Бен як екологічної активістки була ще більшою, і разом з Мірабен вона допомогла сформувати відповідь на екологічну кризу, що охопила Гімалайський регіон. Як зазначає активістка-академік Вандана Шива: «У той час як філософську та концептуальну артикуляцію екологічного погляду на гімалайські ліси зробили Мірабен та [Сундерлал] Багугуна, організаційну основу для того, щоб це був жіночий рух, заклала Сарла Бен із Бімла Бен у Гарвалі та Радха Бхатт у Кумаоні».
У 1961 роціПід керівництвом Сарли Бен  виник Уттаракханд Сарводая Мандал, основними цілями якого були організація жінок, боротьба з алкоголізмом, створення дрібних промислових підприємств на базі лісу та боротьба за права лісу. Протягом 1960-х років над цим активно працювали Мандал та його члени. Після Стокгольмської конференції 1972 року Сарла Бен ініціювала рух Чіпко, який почався з народної демонстрації в долині Ямуни на місці, де колоніальна влада в 1930-х роках розстріляла кількох активістів за протест проти комерціалізації лісів. Термін «Чіпко» (що означає обіймати) став асоціюватися з рухом лише після того, як селяни вирішили обіймати дерева, щоб запобігти їх вирубці, і ця назва була популяризована через народні пісні Ганш’яма Сайлані. У 1977 році Сарла Бен допомогла організувати активістів і консолідувати рух Чіпка в його опорі лісозаготівлі та надмірному вибиванню смоли з сосен.
Сарла Бен була плідною авторкою, що написала 22 книги хінді та англійською мовами з питань збереження, розширення прав і можливостей жінок та навколишнього середовища, зокрема «Відродження нашої вмираючої планети» та «Концепція виживання пагорбів». Її автобіографія називається «Життя у двох світах: автобіографія англійської учениці Махатми Ганді».

## Смерть і поминання
У 1975 році Сарала Бен переїхала в котедж в Дхарамгарх в районі Піторагарх, де прожила до своєї смерті в липні 1982 року. Вона була кремована за індуїстськими обрядами в ашрамі Лакшмі. Сара була лауреатом премії Джамналала Баджаджа і з нагоди свого 75-річчя названа «дочкою Гімалаїв» і «матір'ю громадської активності» в Уттаракханді.
Після її смерті ашрам Лакшмі відзначає її річницю, влаштовуючи зібрання працівників Сарводая та членів громади, щоб обговорити та розробити стратегії вирішення нагальних соціальних та екологічних проблем. У 2006 році уряд Уттаракханда оголосив, що створить Меморіальний музей Сарла Бена в Каусані.

## Спадщина
Вплив Сарли Бен на Уттаракханд, зокрема, та індійську екологію був значним, хоча вона залишається відносно невідомою фігурою. Вона зіграла ключову роль у надиханні низових організацій в Уттаракаханді та допомогла поширити рух Сарводая в штаті. Крім кількох екологів, вона також вплинула на письменника Білла Ейткена. Її активність і створений нею ашрам допомогли, як зазначає історик Рамачандра Гуха, «виховати нове покоління соціальних працівниць, серед яких такі чудові активістки, як Чанді Прасад Бхатт, Радха Бхатт та Сундерлал Багугуна. У 1970-х роках ці активістки започаткували Рух Чіпко, в свою чергу готуючи наступне покоління активісток та активістів, хто очолював рух за штат Уттаракханд».